# Tangata sylvester
Tangata sylvester är en spindelart som beskrevs av Forster och Norman I. Platnick 1985. Tangata sylvester ingår i släktet Tangata och familjen Orsolobidae. Inga underarter finns listade i Catalogue of Life.